# فاغنر ريبيرو
فاغنر ريبيرو (بالبرتغالية: Wagner Renan Ribeiro‏)، لاعب كرة قدم برازيلي، من مواليد 21 سبتمبر 1987 .
لعب مع نادي بانيونيوس اليوناني وانتقل إلى النادي الأهلي القطري و انتقل إلى نادي الجيش في عام 2011 و أعاره الجيش إلى النادي العربي في عام 2016 لمدة 6 شهور وعاد إلى الجيش وبعدها أعاره الجيش إلى نادي السيلية و بعدها وقع مع نادي السيلية بشكل رسمي .

## روابط خارجية
- فاغنر ريبيرو على موقع قاعدة بيانات كرة القدم.إي يو (الإنجليزية)
- فاغنر ريبيرو على موقع Soccerway.com (الإنجليزية)